# Kamerun na Letních olympijských hrách 2012
Kamerun se zúčastnil Letních olympijských her 2012 a zastupovalo jej 33 sportovců v 9 sportech (10 mužů a 22 žen). Vlajkonoškou výpravy byla zápasnice Laure Ali. Nejmladší z výpravy byla fotbalistka Rassa Feudjio, které bylo v době konání her 16 let. Nejstarším z výpravy byl judista Dieudonne Dolassem, kterému bylo v době konání her 32 let. Nikomu z výpravy se během her nepodařilo získat medaili. Ovšem poté, co byly diskvalifikovány kvůli dopingu všechny medailistky ve vzpírání žen do 75 kg, obdržela bronzovou medaili Madias Nzesso.

## Medailisté
| Medaile | Jméno         | Sport    | Soutěž        |
| ------- | ------------- | -------- | ------------- |
| Bronz   | Madias Nzesso | Vzpírání | ženy do 75 kg |

## Disciplíny

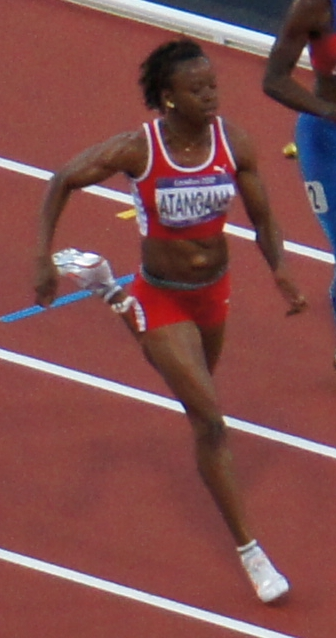
Delphine Atangana během závodu na LOH v roce 2012

### Atletika
V atletice reprezentovali Kamerun v Londýně dva sprinteři. Idrissa Adam ve svých 27 letech startoval na svých prvních olympijských hrách. Do závodu mužů na 100 m nastoupil ve čtvrtém rozběhu, běh však nedokončil a do dalších kol tak nepostoupil.
Adamova stejně stará reprezentační kolegyně Delphine Atangana startovala již v roce 2004 na olympijských hrách v Athénách. Do závodu na 100 m žen nastoupila 3. srpna 2012 ve druhém rozběhu. S časem 11,71 sekundy svůj rozběh vyhrála a přímo postoupila do čtvrtfinále. To se běželo ve stejný den večer. Atangana v něm nastoupila do sedmého běhu, ve kterém zaběhla čas 11,82 sekundy a skončila ve svém běhu předposlední. Dokázala porazit pouze reprezentantku Belize Kainu Martínezovou.
| Sportovec         | Disciplína | Rozběh | Rozběh | Čtvrtfinále | Čtvrtfinále | Semifinále  | Semifinále  | Finále      | Finále      | Pořadí |
| Sportovec         | Disciplína | Čas    | Pořadí | Čas         | Pořadí      | Čas         | Pořadí      | Čas         | Pořadí      | Pořadí |
| ----------------- | ---------- | ------ | ------ | ----------- | ----------- | ----------- | ----------- | ----------- | ----------- | ------ |
| Idrissa Adam      | 100 m      | DNF    | DNF    | nepostoupil | nepostoupil | nepostoupil | nepostoupil | nepostoupil | nepostoupil |        |
| Sportovkyně       | Disciplína | Rozběh | Rozběh | Čtvrtfinále | Čtvrtfinále | Semifinále  | Semifinále  | Finále      | Finále      | Pořadí |
| Sportovkyně       | Disciplína | Čas    | Pořadí | Čas         | Pořadí      | Čas         | Pořadí      | Čas         | Pořadí      | Pořadí |
| Delphine Atangana | 100 m      | 11,71  | 1. Q   | 11,82       | 7.          | nepostoupil | nepostoupil | nepostoupil | nepostoupil |        |

### Box
| Sportovec         | Disciplína                 | 1/32                              | 1/16                        | Čtvrtfinále | Semifinále  | Finále      | Pořadí |
| Sportovec         | Disciplína                 | Soupeř                            | Soupeř                      | Soupeř      | Soupeř      | Soupeř      | Pořadí |
| ----------------- | -------------------------- | --------------------------------- | --------------------------- | ----------- | ----------- | ----------- | ------ |
| Thomas Essomba    | Lehká muší váha do 49 kg   | Abdelali Daraa VÝHRA 13–10        | Paddy Barnes PROHRA 10–15   | nepostoupil | nepostoupil | nepostoupil |        |
| Abdon Mewoli      | Lehká váha do 60 kg        | Fazliddin Gaibnazarov PROHRA 6–11 | nepostoupil                 | nepostoupil | nepostoupil | nepostoupil |        |
| Serge Ambomo      | Valterová váha do 64 kg    | Yakup Şener PROHRA 10–19          | nepostoupil                 | nepostoupil | nepostoupil | nepostoupil |        |
| Christian Donfack | Polotěžká váha do 81 kg    | Enrico Kölling PROHRA 6–15        | nepostoupil                 | nepostoupil | nepostoupil | nepostoupil |        |
| Blaise Yepmou     | Super těžká váha nad 91 kg | Bye                               | Mohamed Arjaoui PROHRA 6–15 | nepostoupil | nepostoupil | nepostoupil |        |

### Fotbal

#### Soupiska
| # dresu | Pozice   | Hráč                 | Datum narození              | Góly | Klub v roce 2012          |
| ------- | -------- | -------------------- | --------------------------- | ---- | ------------------------- |
| 1       | gólman   | Annette Ngo Ndom     | 2. června 1985 (27 let)     | 0    | Louves Minproff           |
| 18      | gólman   | Reine Sosso          | 19. března 1993 (19 let)    | 0    | Franck Rollycek           |
| 2       | obránce  | Christine Manie      | 4. května 1984 (28 let)     | 0    | Negrea Reșița             |
| 5       | obránce  | Augustine Ejangue    | 19. ledna 1989 (23 let)     | 0    | FK Energija Voroněž       |
| 13      | obránce  | Claudine Meffometou  | 1. července 1990 (22 let)   | 0    | Franck Rollycek           |
| 14      | obránce  | Bibi Medoua          | 9. srpna 1993 (18 let)      | 0    | Locomotive de Yaoundé     |
| 15      | obránce  | Ysis Sonkeng         | 20. září 1989 (22 let)      | 0    | Louves Minproff           |
| 4       | záložník | Yvonne Leuko         | 20. listopadu 1991 (20 let) | 0    | AS Montigny-le-Bretonneux |
| 6       | záložník | Francine Zouga       | 9. listopadu 1987 (24 let)  | 0    | FSG Aïre-le-Lignon        |
| 8       | záložník | Raissa Feudjio       | 29. října 1995 (16 let)     | 0    | Lorema                    |
| 10      | záložník | Bébéy Beyene         | 10. května 1992 (20 let)    | 0    | Louves Minproff           |
| 12 C    | záložník | Francoise Bella      | 9. března 1983 (29 let)     | 0    | Rivers Angels FC          |
| 16      | záložník | Jeannette Yango      | 12. června 1993 (19 let)    | 0    | 1. FC Katowice            |
| 3       | útočník  | Ajara Nchout         | 12. ledna 1993 (19 let)     | 0    | FK Energija Voroněž       |
| 7       | útočník  | Gabrielle Onguéné    | 25. února 1989 (23 let)     | 1    | Louves Minproff           |
| 9       | útočník  | Madeleine Ngono Mani | 16. října 1983 (28 let)     | 0    | EA Guingamp               |
| 11      | útočník  | Adrienne Iven        | 9. března 1983 (29 let)     | 0    | Louves Minproff           |
| 17      | útočník  | Gaëlle Enganamouit   | 9. června 1992 (20 let)     | 0    | ŽFK Spartak Subotica      |

#### Výsledky
| Pořadí | Tým                | Z | V | R | P | VB | IB | RB  | Body |
| ------ | ------------------ | - | - | - | - | -- | -- | --- | ---- |
| 1.     | Spojené království | 3 | 3 | 0 | 0 | 5  | 0  | +5  | 9    |
| 2.     | Brazílie           | 3 | 2 | 0 | 1 | 6  | 1  | +5  | 6    |
| 3.     | Nový Zéland        | 3 | 1 | 0 | 2 | 3  | 3  | 0   | 3    |
| 4.     | Kamerun            | 3 | 0 | 0 | 3 | 1  | 11 | -10 | 0    |

| 25. července 2012 18:45 |        |                                                                    |                                                                         |
| Kamerun                 | 0 : 5  | Brazílie                                                           | Millennium Stadium, Cardiff diváci: 30 847 rozhodčí: Jenny Palmqvistová |
|                         | Report | Francielle 7' Renata Costa 10' Marta 73' (pen.), 88' Cristiane 78' | Millennium Stadium, Cardiff diváci: 30 847 rozhodčí: Jenny Palmqvistová |

| 28. července 2012 17:15                    |        |         |                                                                     |
| Velká Británie                             | 3 : 0  | Kamerun | Millennium Stadium, Cardiff diváci: 31 141 rozhodčí: Hong Eun-Ahová |
| Stoneyová 18' Scottová 23' Houghtonová 82' | Report |         | Millennium Stadium, Cardiff diváci: 31 141 rozhodčí: Hong Eun-Ahová |

| 31. července 2012 19:45                            |        |                |                                                                                   |
| Nový Zéland                                        | 3 : 1  | Kamerun        | City of Coventry Stadium, Coventry diváci: 11 425 rozhodčí: Christina Pedersenová |
| Smithová 43' Sonkengová 49' (vl.) Gregoriusová 62' | Report | Ongueneová 75' | City of Coventry Stadium, Coventry diváci: 11 425 rozhodčí: Christina Pedersenová |

### Judo
Nejstarší reprezentant Kamerunu na hrách v Londýně Dieudonné Dolassem startoval v kategorii mužů do 90 kg. Ke svému prvnímu zápasu nastoupil v ExCeL aréně 1. srpna 2012. Postavil se gruzínskému reprezentantovi Varlamu Lipartelijanimu. Dolassem svého soupeře nedokázal porazit a do dalších bojů nepostoupil. Celkově obsadil dělené 17. místo.
| Sportovec          | Disciplína    | 1/32                                  | 1/16        | Čtvrtfinále | Semifinále  | Opravy 1    | Opravy 2    | Opravy 3    | Finále/Bronzová medaile | Finále/Bronzová medaile |
| Sportovec          | Disciplína    | Výsledek                              | Výsledek    | Výsledek    | Výsledek    | Výsledek    | Výsledek    | Výsledek    | Výsledek                | Výsledek                |
| ------------------ | ------------- | ------------------------------------- | ----------- | ----------- | ----------- | ----------- | ----------- | ----------- | ----------------------- | ----------------------- |
| Dieudonné Dolassem | Muži do 90 kg | Varlam Lipartelijani 0003–0101 PROHRA | nepostoupil | nepostoupil | nepostoupil | nepostoupil | nepostoupil | nepostoupil | nepostoupil             | = 17.                   |

### Plavání
Pro 21letého plavce Paula Ekaneho byl start na olympijských hrách v Londýně jeho olympijským debutem. Do rozplaveb závodu mužů na 50 m volným způsobem nastoupil 2. srpna 2012. Zaplaval čas 27,87 s a ve své rozplavbě skončil šestý. Tento výkon na postup nestačil. Celkově obsadil 54. místo z 58 startujících plavců.
Antoinette Guedia ve svých 16 letech startovala na hrách v Londýně v závodu na 50 m volným způsobem. Start na těchto hrách byl její druhou olympijskou účastí. Předchozích her v Pekingu se účastnila jako dvanáctiletá. Do rozplaveb závodu žen na 50 m volným způsobem nastoupila 3. srpna 2012. S dosaženým časem 29,28 sekundy obsadila ve své rozplavbě 6. místo a do dalšího kola nepostoupila. Celkově obsadila 53. místo.
| Sportovec                | Disciplína        | Rozplavba | Rozplavba | Semifinále   | Semifinále   | Finále       | Finále       | Pořadí |
| Sportovec                | Disciplína        | Čas       | Pořadí    | Čas          | Pořadí       | Čas          | Pořadí       | Pořadí |
| ------------------------ | ----------------- | --------- | --------- | ------------ | ------------ | ------------ | ------------ | ------ |
| Paul Edingue Ekane       | 50 m volný způsob | 27,87     | 6.        | nepostoupil  | nepostoupil  | nepostoupil  | nepostoupil  | 54.    |
| Sportovkyně              | Disciplína        | Rozplavba | Rozplavba | Semifinále   | Semifinále   | Finále       | Finále       |        |
| Sportovkyně              | Disciplína        | Čas       | Pořadí    | Čas          | Pořadí       | Čas          | Pořadí       |        |
| Antoinette Guedia Mouafo | 50 m volný způsob | 29,28     | 6.        | nepostoupila | nepostoupila | nepostoupila | nepostoupila | 53.    |

### Stolní tenis
| Sportovkyně   | Disciplína     | Základní část                      | Kolo 1                  | Kolo 2       | Kolo 3       | Kolo 4       | Čtvrtfinále  | Semifinále   | Finále/Bronzová medaile | Finále/Bronzová medaile |
| Sportovkyně   | Disciplína     | Soupeř                             | Soupeř                  | Soupeř       | Soupeř       | Soupeř       | Soupeř       | Soupeř       | Soupeř                  | Pořadí                  |
| ------------- | -------------- | ---------------------------------- | ----------------------- | ------------ | ------------ | ------------ | ------------ | ------------ | ----------------------- | ----------------------- |
| Sarah Hanffou | Dvouhra – ženy | Tvin Carole Moumjoghlian VÝHRA 4–0 | Xian Yi Fang PROHRA 1–4 | nepostoupila | nepostoupila | nepostoupila | nepostoupila | nepostoupila | nepostoupila            | nepostoupila            |

### Veslování
| Sportovec         | Disciplína  | Rozjížďka | Rozjížďka | Opravy  | Opravy  | Čtvrtfinále | Čtvrtfinále | Semifinále | Semifinále | Finále  | Finále | Pořadí |
| Sportovec         | Disciplína  | Čas       | Pořadí    | Čas     | Pořadí  | Čas         | Pořadí      | Čas        | Pořadí     | Čas     | Pořadí | Pořadí |
| ----------------- | ----------- | --------- | --------- | ------- | ------- | ----------- | ----------- | ---------- | ---------- | ------- | ------ | ------ |
| Paul Etia Ndoumbe | mužský skif | 7:29:77   | 6. R      | 7:24:15 | 5. SE/F | Bye         | Bye         | 7:58:48    | 5. FF      | 7:46:23 |        | 32.    |

### Vzpírání
Madias Nzesso původně skončila na 6. místě. Ovšem po diskvalifikování všech třech medailistek kvůli dopingu, obdržela bronzovou medaili.
| Sportovec        | Disciplína      | Trh      | Trh    | Nadhoz   | Nadhoz | Dohromady | Pořadí |
| Sportovec        | Disciplína      | Výsledek | Pořadí | Výsledek | Pořadí | Dohromady | Pořadí |
| ---------------- | --------------- | -------- | ------ | -------- | ------ | --------- | ------ |
| Frederic Fokejou | Muži nad 105 kg | 160      | 17.    | 202      | 16.    | 362       | 16.    |
| Sportovkyně      | Disciplína      | Trh      | Trh    | Nadhoz   | Nadhoz | Dohromady | Pořadí |
| Sportovkyně      | Disciplína      | Výsledek | Pořadí | Výsledek | Pořadí | Dohromady | Pořadí |
| Madias Nzesso    | Ženy do 75 kg   | 115      | 3.     | 131      | 3.     | 246       | 3.     |

### Zápas
| Sportovkyně | Disciplína    | Kvalifikace | 1/16                            | Čtvrtfinále                    | Semifinále   | Oprava 1 | Oprava 2                            | Finále/Bronzová medaile | Pořadí |
| Sportovkyně | Disciplína    | Soupeř      | Soupeř                          | Soupeř                         | Soupeř       | Soupeř   | Soupeř                              | Soupeř                  | Pořadí |
| ----------- | ------------- | ----------- | ------------------------------- | ------------------------------ | ------------ | -------- | ----------------------------------- | ----------------------- | ------ |
| Laure Ali   | Ženy do 72 kg | Bye         | Josiane Soloniaina VÝHRA 5–0 LV | Stanka Zlatevová PROHRA 1–3 PP | nepostoupila | Bye      | Vasilisa Marzaljuková PROHRA 0–3 PO | nepostoupila            | 7.     |